# Parigny-les-Vaux
Parigny-les-Vaux – miejscowość i gmina we Francji, w regionie Burgundia-Franche-Comté, w departamencie Nièvre.
Według danych na rok 1990 gminę zamieszkiwało 938 osób, a gęstość zaludnienia wynosiła 30 osób/km² (wśród 2044 gmin Burgundii Parigny-les-Vaux plasuje się na 250. miejscu pod względem liczby ludności, natomiast pod względem powierzchni na miejscu 161.).